# 圆柚硫醇
圆柚硫醇（英語：Grapefruit mercaptan），又称1-对孟烯-8-硫醇（英語：1-p-Menthene-8-thiol）是发现于西柚的一种单萜硫醇衍生物。其可视为松油醇中羟基氧原子被硫原子取代，因此圆柚硫醇又可称为硫代松油醇（英語：thioterpineol）
挥发性硫醇一般具有难闻的气味，且人嗅觉对其很敏感，在极低浓度下就可嗅到硫醇的气味。然而圆柚硫醇虽一样可在极低浓度下就可别嗅到，但是没有难闻的气味，而且圆柚硫醇是构成西柚香味的主要成分 。这种气味特征只有R型圆柚硫醇才具备。
纯圆柚硫醇和从柑橘类果实提取的高浓度圆柚硫醇精油在香水和香精工业被用于提供柑橘型香味。然而，这两个行业都在积极寻找圆柚硫醇的替代品，因为它的分解产物通常对人类的嗅觉非常不利。
(+)-(R)-圆柚硫醇的嗅觉感知下限为2×10−5 ppb（即2×10−14），相对于在1公吨水中含有2×10−5 mg就能被人鼻嗅到，刷新了发现的最有味的天然物质记录。